# Jiang Wen
Jiang Wen (xinès simplificat: 姜文) (Tangshan 1963) actor, guionista, director de cinema i televisió xinès. Forma part del grup de directors anomenat "sisena generació".

## Biografia
Jiang Wen va néixer a casa de la seva àvia el 5 de gener de 1963 a Tangshan, província de Hebei (Xina). Després es va traslladar a Guizhou i a Hunan El 1973, en plena Revolució Cultural, la família es va establir a Pequín on Jiang va estudiar a l'escola secundària.
El 1980, als 17 anys, va ingressar a l'Acadèmia Central d'Art Dramàtic de Pequín.

### Carrera com a actor
Quan va deixar l'acadèmia el 1984, va començar a fer d'actor amb el grup Teatre d'Art Juvenil.
El seu primer paper al cinema va ser el rol de Puyi en la pel·lícula "The Last Empress". El 1986 el director Xie Jin li va donar un dels dos papers principals de la seva pel·lícula "The Hibiscus Village" (芙蓉镇).
El 1987 va conèixer el director Jacques Dorfmann i va actuar a "Le Palanquin des Larmes".
El seu èxit a nivell popular va començar quan al costat de l'actriu Gong Li, va tenir un dels dos papers principals de "Red Sorghum" (红 高粱) la primera pel·lícula de Zhang Yimou, adaptació d'una novel·la de Mo Yan. També va destacar en el paper de Li Huiquan de la pel·lícula Black Snow del director Xie Fei. La seva popularitat va augmentar el 1991 amb la seva interpretació del paper de l’immigrant Wang Qiming (王 起 明) a la sèrie de televisió "Pequín a Nova York" (北京人 在 纽约), basat en una novel·la de Glen Gao, un èxit de vendes a la Xina.
La seva carrera va continuar amb molt d'èxit i a partir de 1994 la va compaginar amb tasques de guionista i com a director.

### Guionista i director
El 1994 va passar a dirigir i va rodar la seva primera pel·lícula, "In the heat of the sun" (阳光 灿烂 的 日子), amb un guió inspirat parcialment en una novel·la de Wang Shuo, i fotografia de Gu Changwei. Amb gran èxit a la Xina, la pel·lícula presenta una visió més amable de la Revolució Cultural i a nivell tècnic amb la utilització de forma molt significativa de la "veu en off". El seu jove actor i alter ego Xia Yu (夏雨) va guanyar el premi al millor actor a la Biennal de Venècia; la pel·lícula també guanyà sis premis als Premis de Cinema Golden Horse a Taiwan.
El 2001 va tenir un altre èxit important amb "Devils on the doorstep" (鬼子 来 了) ambientada en la segona guerra sino-japonesa.Rodada en blanc i negre, la pel·lícula va tenir un gran èxit a l'estranger: va guanyar el Gran Premi del Jurat al Festival Internacional de Cinema de Canes del 2000. Però va desencadenar la ira de les autoritats xineses i japoneses. A la Xina, en particular, es va veure com una sàtira negra i corrosiva de la societat xinesa i pel director va representar la prohibició de rodar a la Xina durant sis anys.
El 2006, quan va acabar el seu període de prohibició com a director, Jiang va tornar al cinema amb una pel·lícula molt complexa, "The Sun Also Rises" que no va ser apreciada pel gran públic i va acabar en un fracàs empresarial.
Despès del fracàs anterior Jiang Wen va posar tots els actius en la pel·lícula estrenada el desembre de 2010 a la Xina continental: "Let the Bullets Fly" (让 子弹 飞), una combinació de comèdia satírica i pel·lícula històrica, interpretada pel mateix Jiang Wen,amb Chow Yun-fat, Feng Xiaogang, Ge You i Carina Lau en els papers principals, a més d’una sèrie d’actors famosos i populars en els papers secundaris. El guió es adaptació d’una novel·la de l'escriptora de Szechuan Ma Shitu (马 识 途) on destaca la construcció de la trama, basada en el caràcter dels personatges principals, i no tant en l’acció en si mateixa, amb diàlegs que abunden en un doble significat i jocs de paraules. "Let the Bullets Fly" s'ha convertit en una autèntica pel·lícula de culte,acumulant rècords de taquilla i premis en els principals festivals de cinema de la Xina, Hong Kong i Taiwan, és un dels èxits comercials més gran de la història del cinema xinès.
Estrenat el 18 de desembre de 2014 a les pantalles xineses, "Gone with the Bullets" (一步 之 遥) va ser una de les pel·lícules a competició en el 65è Festival Internacional de Cinema de Berlín el febrer de 2015. Jiang Wen va repetir el paper principal amb Ge You.

## Filmografia

### Actor
| Any  | Títol                                               | Paper                    |
| 1986 | The Last Empress 末代皇后                           | Puyi                     |
| 1986 | Hibiscus Town 芙蓉镇                                | Qiu Shutian              |
| 1986 | Tears of the Bridal Sedan 花轿泪                    |                          |
| 1987 | Red Sorghum 红高梁                                  | My grandpapa             |
| 1989 | Chun Tao 春桃                                       | Wen Chiang               |
| 1990 | Black Snow 本命年                                   | Li Huiquan               |
| 1991 | Li Lianying: The Imperial Eunuch 大太监李莲英       | Li Lianying              |
| 1993 | The Trail 大路                                      | Policia xinès            |
| 1994 | In the Heat of the Sun 阳光灿烂的日子 (*)           | Ma Xiaojun (adult)       |
| 1996 | The Emperor's Shadow 秦颂                           | Ying Zheng               |
| 1997 | Keep Cool 有话好好说                                | Venedor de llibres       |
| 1997 | The Soong Sisters 宋家皇朝                          | Charlie Soong            |
| 2000 | Devils on the Doorstep 鬼子来了 (*)                 | Ma Dasan                 |
| 2002 | The Missing Gun 寻枪                                | Ma Shan                  |
| 2003 | Green Tea 绿茶                                      | Chen Mingliang           |
| 2003 | My Father and I 我和爸爸                            |                          |
| 2003 | Warriors of Heaven and Earth 天地英雄               | Lieutenant Li            |
| 2004 | Jasmine Women 茉莉花开                              | Senyor Meng              |
| 2004 | Letter from an Unknown Woman 一个陌生女人的来信     | Senyor Xu, escriptor     |
| 2007 | The Sun Also Rises 太阳照常升起                     | Tang Yunlin              |
| 2008 | New York, I Love You 纽约，我爱你                   |                          |
| 2009 | The Founding of a Republic 建国大业                 | Mao Renfeng              |
| 2010 | Let the Bullets Fly 让子弹飞                        | Zhang Mazi (Zhang Muzhi) |
| 2011 | The Lost Bladesman 关云长                           | Cao Cao                  |
| 2014 | Gone with the Bullets 一步之遥                      | Ma Zouri                 |
| 2016 | Rogue One: A Star Wars Story 侠盗一号：星球大战外传 | Baze Malbus              |
| 2018 | Hidden Man 邪不压正                                 | Lan Qingfeng             |

### Director o guionista
- 1994: In the Heat of the Sun (阳光灿烂的日子)
- 2000: Devils on the Doorstep (鬼子来了)[4]
- 2006: The Sun Also Rises 太阳照常升起 Adaptació de la novel·la 天鹅绒 -Tian'erong ,(traduïda a l'anglès com Velvet) de l'escriptora Ye Mi.
- 2010: Let the Bullets Fly 让子弹飞
- 2014: Gone with the Bullets (一步之遥)
- 2018: Hidden Man (邪不压正)